# 汉努·拉赫蒂宁
汉努·拉赫蒂宁（芬蘭語：Hannu Lahtinen，1960年9月20日—2020年11月20日），芬兰男子摔跤运动员。他曾代表芬兰参加世界摔跤锦标赛，获得一枚金牌。他也曾参加1984年夏季奥林匹克运动会。